# 裴多菲厅

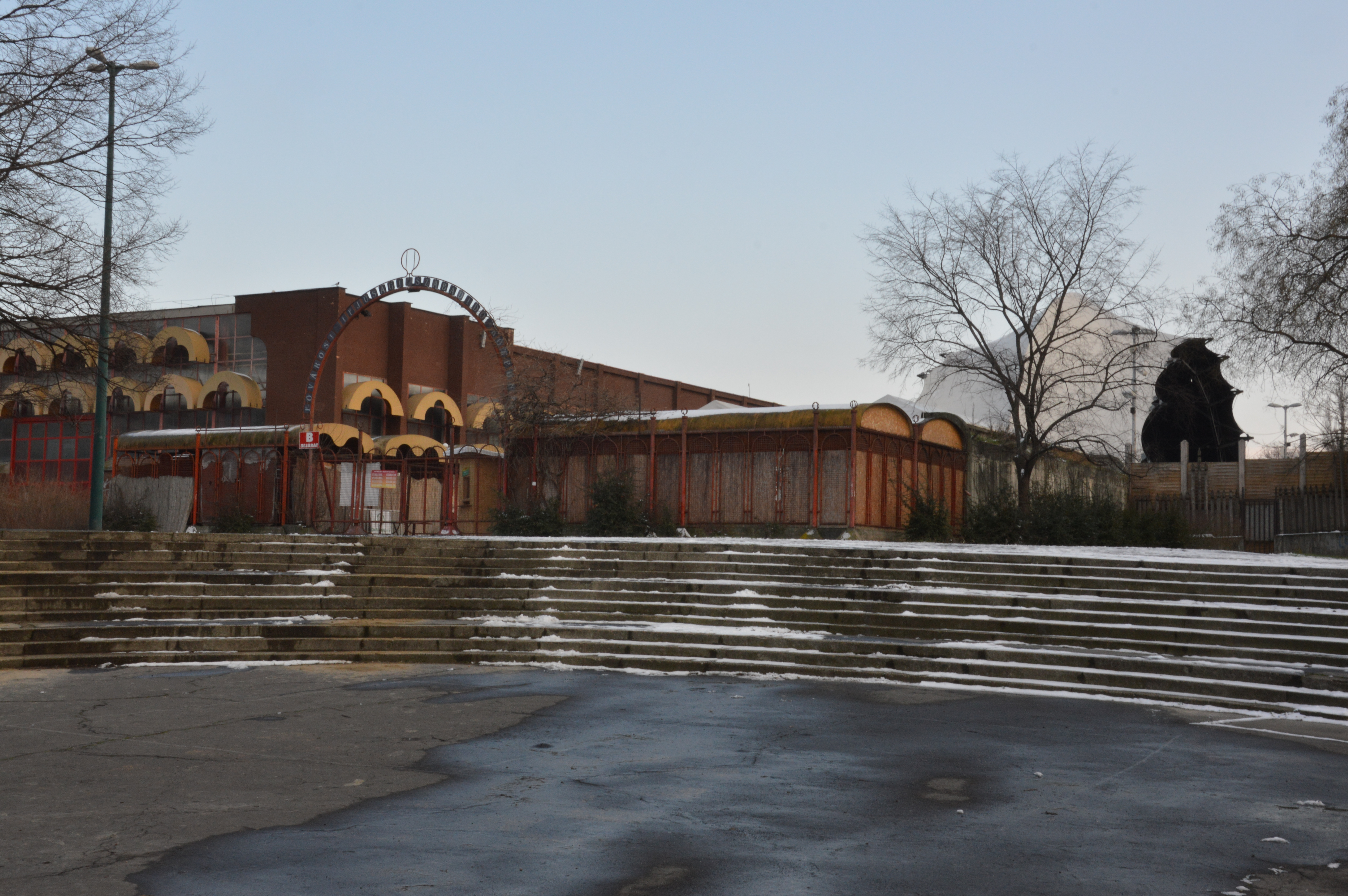
From behind

裴多菲厅（Petőfi Csarnok）是匈牙利布达佩斯一个娱乐、展览场地和音乐厅，位于城市公园，这是一个著名的流行乐/摇滚乐演唱会场地，面积1020平方米，容纳4500人。

## 历史
该建筑的前身是建于1885年的展览馆Iparcsarnok。该建筑在第二次世界大战中严重受损，随后拆除。后来'布达佩斯国际博览会在此建造一个展馆。到1970年代末，该市的原青年中心条件恶化，所以市议会决定将此处展馆扩建。中心于1985年开业，为该市唯一的青年中心。
不过该建筑已经陈旧，计划重建。